# Propanoate de pentyle
Le propanoate de pentyle est l'ester de l'acide propanoïque et du pentanol et de formule semi-développée CH3CH2COO(CH2)4CH3,  utilisé dans l'industrie alimentaire et dans la parfumerie comme arôme. 